# (29780) 1999 CJ50
A (29780) 1999 CJ50 egy marsközeli kisbolygó. A LINEAR projekt keretében fedezték fel 1999. február 10-én.